# General Catalogue of Variable Stars
Le General Catalogue of Variable Stars (sigle: GCVS) (en français : Catalogue général d'étoiles variables) est un catalogue d'étoiles variables.
La première édition du catalogue, qui répertoriait 10 820 étoiles, fut publiée en 1948 par l'Académie des sciences d'URSS et éditée par B. V. Kukarkin et Pavel Petrovich Parenago (en). Ses deuxième et troisième éditions furent publiées respectivement en 1958 et en 1968. Sa quatrième édition, en trois volumes, fut publiée en 1985-1987. Elle contenait 28 435 étoiles,. Un quatrième volume de la quatrième édition contenant des tables de référence fut publiée ultérieurement, ainsi qu'un cinquième volume contenant des étoiles variables situées en dehors de la Galaxie.  
La version la plus récente du catalogue est disponible sur le site web du GCVS. Elle contient les coordonnées révisées des étoiles variables de la quatrième version imprimée du GCVS, ainsi que les étoiles variables découvertes trop récemment pour être incluses dans la quatrième édition,.
Une version plus ancienne du GCVS datant de 2004 est disponible sur le service VizieR du Centre de données astronomiques de Strasbourg sous le nom Combined General Catalog of Variable Stars (GCVS4.2; VizieR database number II/250).